# Arville (Loir-et-Cher)
Arville foi uma comuna francesa na região administrativa do Centro, no departamento Loir-et-Cher. Estendia-se por uma área de 9,38 km². Em 2010 a comuna tinha 104 habitantes (densidade: 11,1 hab./km²).
Em 1 de janeiro de 2018, passou a formar parte da comuna de Couëtron-au-Perche.